# Saint-Maurice-sur-Mortagne
Saint-Maurice-sur-Mortagne è un comune francese di 188 abitanti situato nel dipartimento dei Vosgi nella regione del Grand Est.

## Società

### Evoluzione demografica
Abitanti censiti